# Paul Gordon (compositeur)
Pour les articles homonymes, voir Gordon et Paul Gordon (musicien).
Paul Howard Gordon est un compositeur américain de musique populaire et de musique pour le théâtre.

## Carrière
Gordon a composé la musique et les paroles pour la comédie musicale Jane Eyre jouée à Broadway en 2000–2001, pour laquelle il reçut un Tony Award de la meilleure musique originale. Cette comédie musicale a été jouée au Theatreworks, Mountain View Center for the Performing Arts, Mountain View, California, en 2003, et l'examinateur de talkinbroadway.com a écrit : « La musique de Paul Gordon correspond à cette production comme un gant, avec des chaînes ininterrompues de musique et les paroles qui donnent au public l'ambiance de l'histoire. » Le Wall Street Journal a écrit que la comédie musicale a « une jolie musique ».
Sa musique Emma a été jouée au Old Globe Theatre (San Diego, Californie) en 2011. Il travaille actuellement sur Little Miss Scrooge,.
La comédie musicale The Front, pour laquelle Gordon écrivit la musique et les paroles avec Jay Gruska, eut une lecture au Manhattan Theatre Club en avril 2007, et une lecture privée en 2008,.
Gordon a composé la musique et les paroles de la comédie musicale Daddy Long Legs sous la direction de John Caird et à partir de son livre, dont la première au Rubicon Theatre Company, Ventura (Californie) eut lieu en octobre 2009 puis il a eu un engagement au centre pour le spectacle vivant TheatreWorks Mountain View, en Californie, en janvier et février de 2010,.
La musique de Gordon fut jouée en concert au Joe's Pub (ville de New York) en 2007 et Marla Schaffel, Brian d'Arcy James et d'autres artistes ont aussi joué ses œuvres.
Gordon a écrit des chansons populaires, notamment des chansons classées n° 1 au Billboard Hot 100 : Next Time I Fall enregistrée par Peter Cetera et Amy Grant, et Friends and Lovers qui fut classée numéro 1 aux classements pop et country. Il a également écrit pour le cinéma (y compris Ghostbusters II) et pour la télévision,.

## Partitions musicales
- Greetings from Venice Beach (1993)
- Jane Eyre (1995)
- Emma (2006)
- The Front, avec Jay Gruska
- Daddy Long Legs (2009)

## Prix
- Ovation Award 2010 pour une musique originale pour la production au théâtre Rubicon de Daddy Long Legs[11]